# Stadskantoor Sittard-Geleen
Het Stadskantoor van Sittard-Geleen dient sinds 1974 als bestuurscentrum van de Nederlandse gemeente Sittard en na de fusie met Geleen en Born in 2001 van de gemeente Sittard-Geleen. In het gebouw bevindt zich de raadzaal en biedt het plaats aan circa 200 ambtenaren van de diverse gemeentelijke afdelingen.

## Bouw
De bouw van het stadskantoor volgde op de sloop van het neo-gotische stadhuis aan de Markt in 1967. Het geliefde stadhuis werd vervangen door een filiaal van Vroom & Dreesmann terwijl een vervangend nieuw stadhuis nog niet gereed was. Tussen 1966 en 1974 werkten de gemeenteambtenaren in verschillende panden in de stad. Op 28 november 1972 werden door burgemeester Huub Dassen de plannen voor het nieuwe kantoor in een persconferentie aangekondigd. Het moderne gebouw ontworpen door het architectenbureau Swinkels & Salemans zou verrijzen op het Baenjerveld even ten zuiden van de historische binnenstad.
Het stadskantoor werd officieel geopend op 30 augustus 1974.

## Fotogalerij

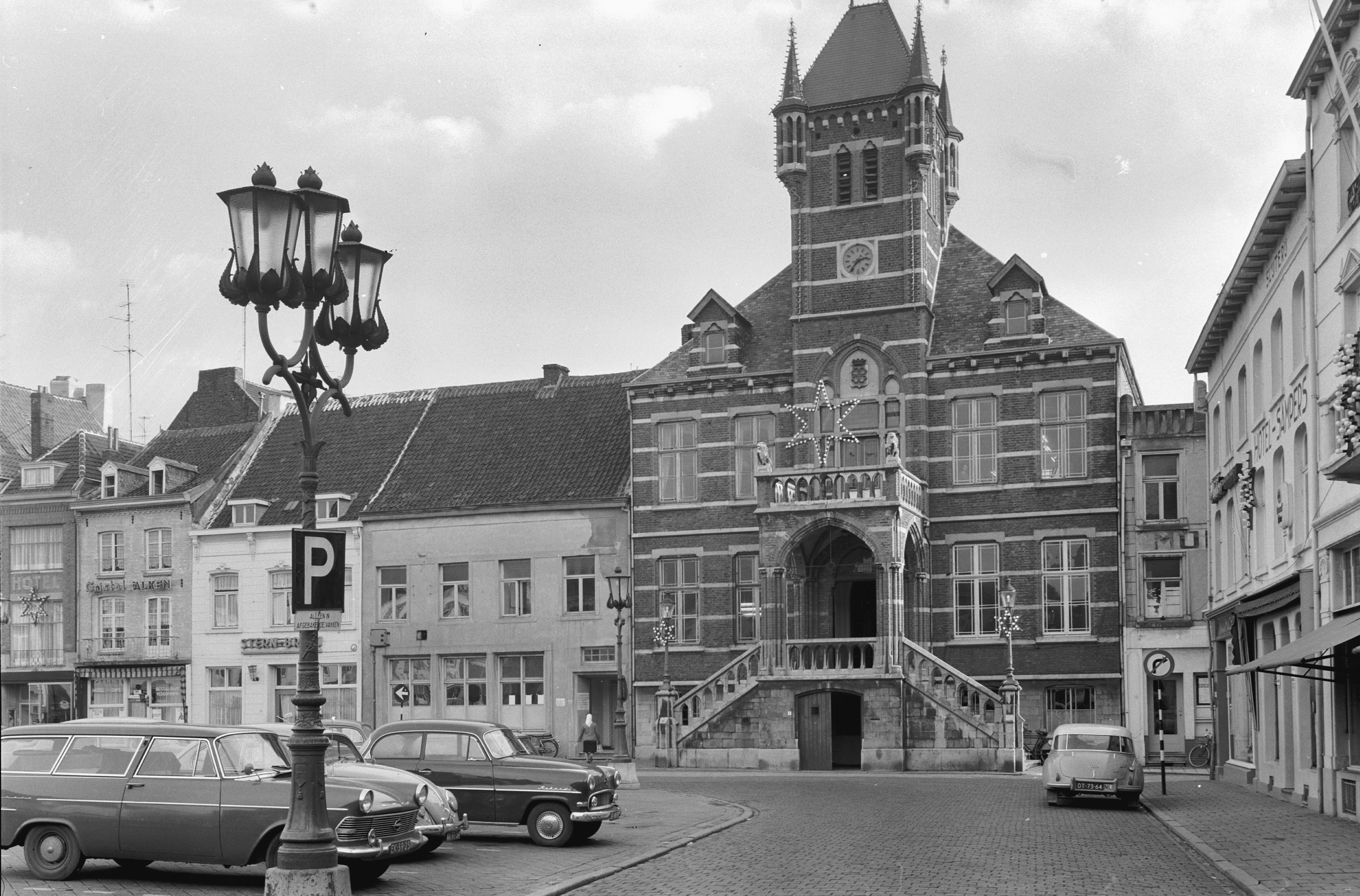
Het oude Stadhuis aan de Markt in 1962